# Prima battaglia di Cholet
La prima battaglia di Cholet è stata una battaglia della Prima guerra di Vandea combattuta il 15 marzo 1793 a Cholet.

## Antefatto
Il 14 marzo, il giorno dopo la presa di Jallais, Chemillé cadeva a sua volta, presa d'attacco dai contadini di Jacques Cathelineau. La maggior parte delle 200 guardie nazionali che difendevano la città furono catturati, come pure i loro tre cannoni, il più imponente dei quali venne ribattezzato "Marie-Jeanne" da parte dei contadini angioini che ne fecero una vera mascotte. Le vittorie di Cathelineau causarono l'insurrezione di centinaia di parrocchie che divennero un piccolo esercito sotto il comando di Jean Nicolas Stofflet.

## La battaglia
Il 15 marzo, 15 000 contadini si presentarono davanti a Cholet. I vandeani mandarono un messaggero per negoziare la resa dei repubblicani ma de Beauvau, il comandante della guardia nazionale della città, rifiutò, perché riteneva che le sue 580 guardie nazionali, ben armate, erano sufficienti a sconfiggere quei contadini armati di forconi. Ma sbagliò la sua previsione e in poche ore gli insorti occuparono la città. Nella battaglia morirono 150 repubblicani, tra cui lo stesso de Beanveau e 40 vandeani.

## Conseguenze
Il giorno successivo i vandeani presero Vihiers che i repubblicani avevano preferito abbandonare. I contadini però si fermarono dato che la repressione dell'insurrezione da parte del governo sarebbe stata inevitabile. È in questo momento che gli insorti andarono a cercare i nobili delle loro paesi, tutti ex militari, per costringerli a mettersi alle loro testa. Di conseguenza, diversi nobili quali Charles de Bonchamps e Maurice d'Elbée si unirono all'insurrezione.
Su ordine dei loro nuovi comandanti, i vandeani decisero di marciare su Chalonnes-sur-Loire, che si trova vicino ad Angers. La città era difesa da 4 000 soldati, ma il loro morale era basso e prima di subire l'offensiva vandeana, i repubblicani preferirono abbandonare la città e si ritirarono ad Angers. Da questo momento i contadini che avevano scacciato le truppe repubblicane dai loro paesi, si dispersero e fecero ritorno alle loro case.
La rivolta era così finita, ma la guerra continuò dato che furono inviate altre truppe repubblicane per reprimere la rivolta.